# Тим Паркс
Тим Паркс (на английски: Tim Parks) английски преводач, преподавател и писател на произведения в жанра драма, пътепис и документалистика. Писал е и под псевдонима Джон Макдоуъл (John MacDowell).

## Биография и творчество
Тимъти „Тим“ Харолд Паркс (на английски: Timothy Harold Parks) е роден на 19 декември 1954 г. в Манчестър, Англия. Следва в Кеймбриджкия и Харвардския университет, където получава съответно бакалавърска и магистърска степен по изкуства. През 1979 г. се жени за Рита Балдасари, с която имат три деца. През 1981 г. се премества със семейството си в Италия.
Първият му роман „Tongues of Flame“ (Езици на пламъка) е издаден през 1985 г.
Превежда на английски произведения на Алберто Моравия, Роберто Каласо, Итало Калвино, Николо Макиавели, Флер Джаги, Антонио Табуки, Джулиана Тедески и др. Два пъти печели наградата „Джон Флорио“ за преводи от италиански. Превежда на италиански произведения на Вирджиния Улф, Джеймс Джойс, Дейвид Хърбърт Лорънс, Самюъл Бекет, Хенри Грийн и Барбара Пим.
Работи като преподавател по литературен превод в Независимия университет за модерни езици в Милано. От 90-те години пише често есета, както за „London Review of Books“, така и за „The New York Review of Books“.
Тим Паркс живее край Верона.

## Произведения

### Самостоятелни романи
- Tongues of Flame (1985)
- Loving Roger (1986)
- Home Thoughts (1987)
- Family Planning (1989)
- Goodness (1991)
- Shear (1993)
- Europa (1997)
- Destiny (1999)
- Judge Savage (2003)
- Rapids (2005)
- Cleaver (2006)
- Dreams of Rivers and Seas (2008)
- The Server (2012) – издаден и като „Sex Is Forbidden“
- The Prince (2014) – с Николо Макиавели
- Thomas and Mary (2016)
- In Extremis (2017)

### Серия „Морис Дъкуърт“ (Morris Duckworth)
1. Juggling the Stars (1990) – издаден и като „Cara Massimina“
2. Mimi's Ghost (2001)
3. Painting Death (2014)

### Сборници
- Talking About It (2005)

### Документалистика
- Italian Neighbours (1992)
- An Italian Education (1995)
- Italy (1997) – с Барбара Гризути Харисън и Матю Спендер
- Translating Style (1997)
- Adultery and Other Diversions (1998)
- Hell and Back (2001)
- A Season with Verona (2002)
- Medici Money (2005)
- The Fighter (2007)
- Teach Us to Sit Still (2010)
Един скептик на средна възраст : болката като пътуване към себе си, изд.: ИК „Кибеа“, София (2012), прев. Ирина Манушева
- Italian Ways (2013)
- Where I'm Reading From (2014)
- A Literary Tour of Italy (2015)
- A Survival Skill (2015)
- Life and Work (2016)
- Calm (2017)
- Out of My Head (2018)
- Pen in Hand (2019)
- Italian Life (2020)

### Екранизации
- 2013 Stille